# Мерины
 Мерины  — деревня в Кумёнском районе Кировской области в составе Вичевского сельского поселения.

## География
Расположена на расстоянии примерно 11 км на север-северо-восток от районного центра поселка Кумёны.

## История
Известна с 1670 года как деревня Мериновых (позже Мериновская) с 1 двором, в 1764 66 жителей. В 1873 году здесь дворов 17 и жителей 157, в 1905 27 и 187, в 1926 (уже Мерины) 32 и 154, в 1950 24 и 91, в 1989  не было учтено постоянных жителей.

## Население
Постоянное население составляло 15 человек (русские 100%) в 2002 году, 14 в 2010.